# Campus de la Harpe
Le campus de la Harpe est un campus situé à Rennes, en France où cohabitent plusieurs composantes de l'université Rennes-II.

## Localisation

Cartographie du campus

Il est situé entre les quartiers Villejean et Beauregard à Rennes, à proximité de l'avenue Charles Tillon.

## Histoire
Le campus tire son nom d'une ancienne ferme de La Harpe qui fut, de la fin des années 1920 à la fin des années 1960, ferme d'application et d'expérimentation de l'École d'agriculture (puis agronomique) sise non loin, rue de Saint-Brieuc. Ferme transférée vers la commune de Le Rheu en 1969. Un collège est construit en 1971 sur une partie de l'espace libéré, qui ferme une vingtaine d'années après. Ce sont ses locaux qu'a repris le campus.
Son inauguration remonte au 11 mai 1993, mais certains services comme le SUED avaient déjà intégré le campus dès 1992. Il accueille quelque 1 000 étudiants sur une surface de 21 119 m2 de terrain, et de 11 217 m2 pour les salles.

## Composantes
- Université Rennes-II : 
  - UFR d'activités physiques et sportives (APS) Salle de gymnastique du campus.

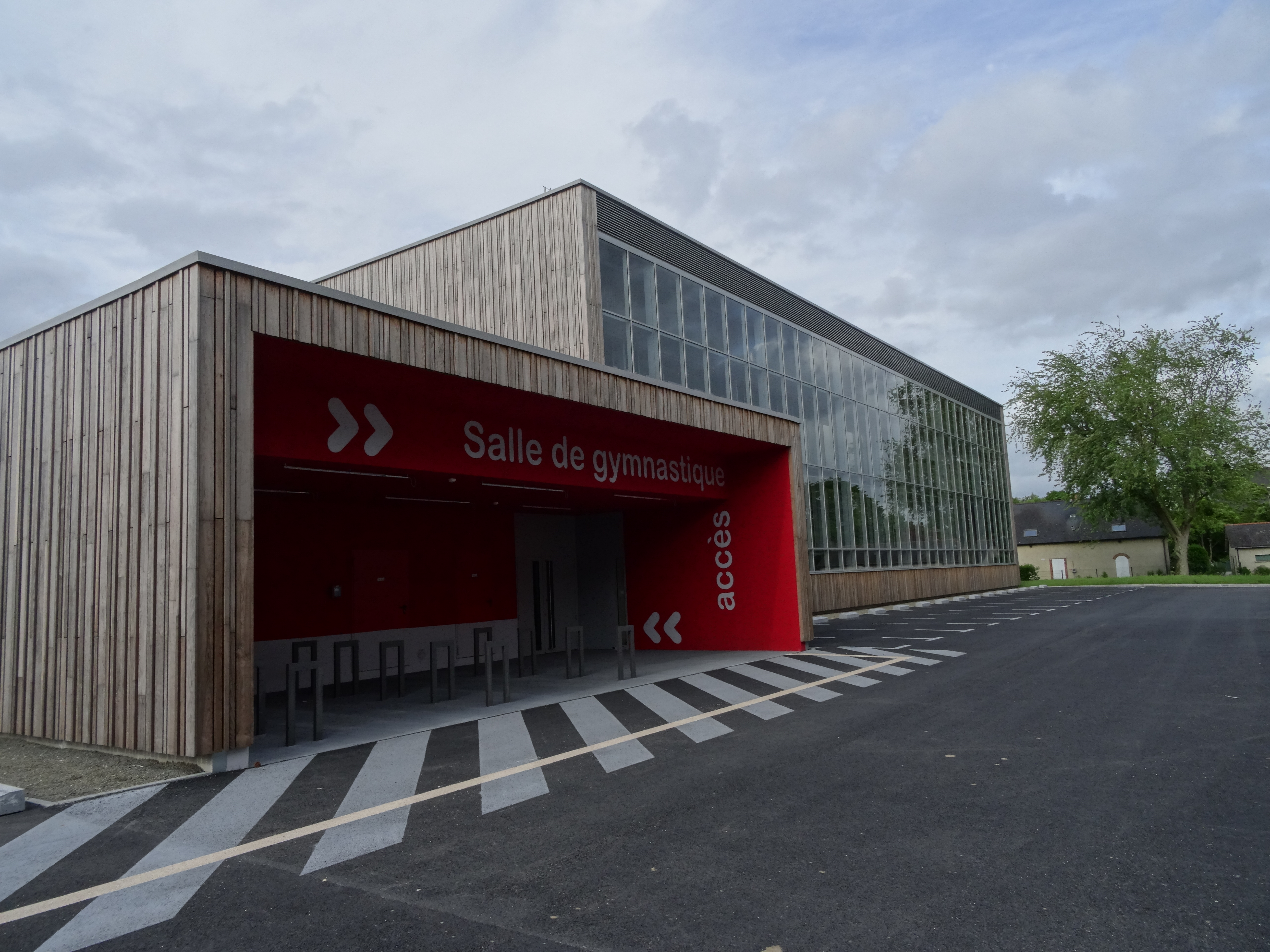
Salle de gymnastique du campus.

  - Pôle « autres publics » (SFC, Service de formation continue et d'éducation permanente)
  - SUED (Service universitaire d'enseignement à distance)
  - CCB, Collège coopératif en Bretagne
  - ISSTO (Institut des sciences sociales du travail de l'Ouest)
  - Presses universitaires de Rennes (PUR)
  - Service Reprographie
  - FRSU (Fédération Régionale du Sport Universitaire)

## Commodités
- Restaurant universitaire La Harpe